# Passado

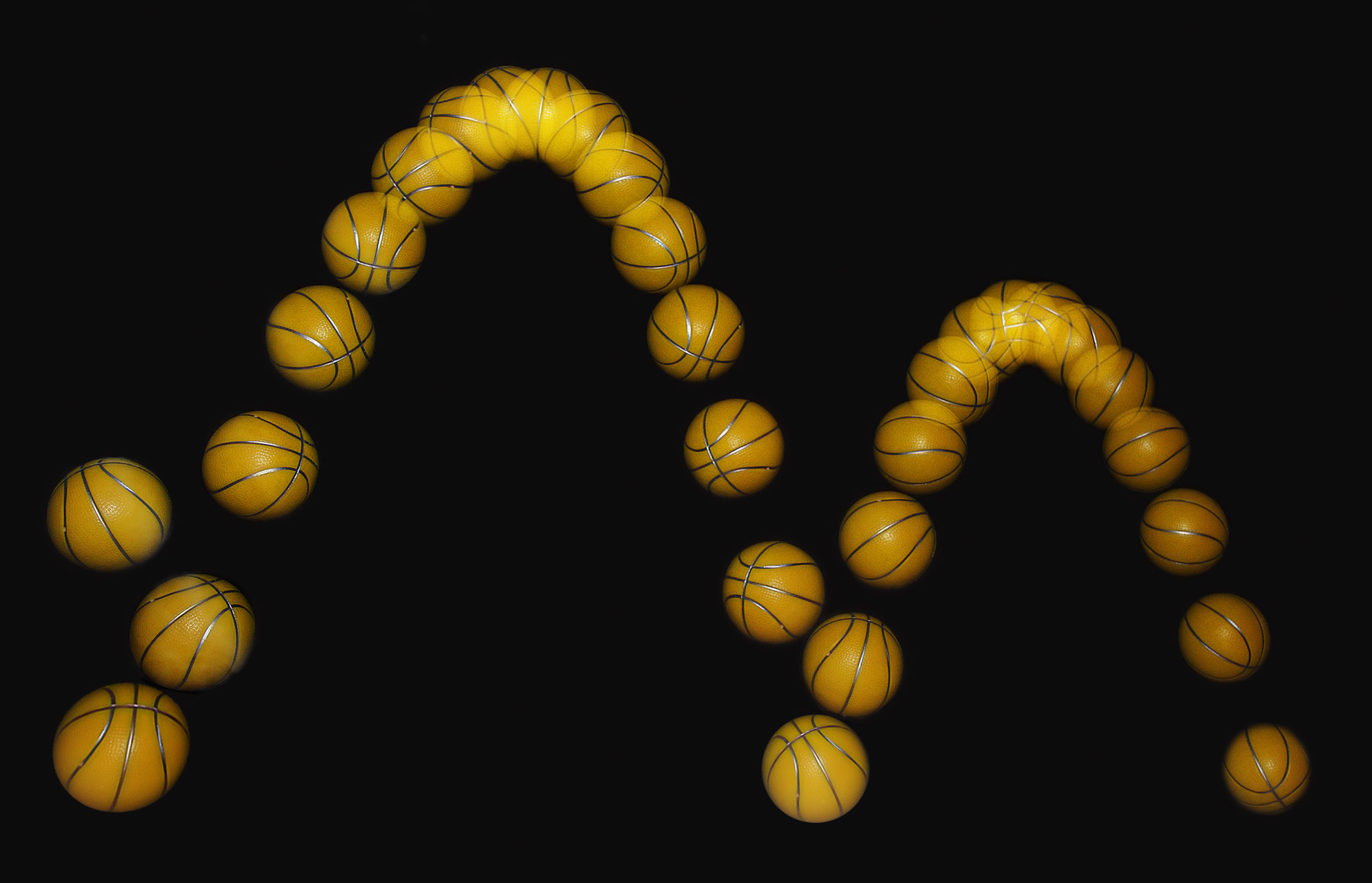
Uma imagem de uma bola de basquete quicando, composta por quadros tirados em diferentes momentos do passado

O passado é o conjunto de todos os eventos que ocorreram antes de um determinado ponto no tempo. O passado é contrastado com, e definido pelo, presente e o futuro. O conceito de passado deriva da maneira linear com que os observadores humanos experienciam o tempo, sendo acessado por meio da memória e da recordação. Além disso, os seres humanos registram o passado desde o surgimento da linguagem escrita.

## Outros usos
A palavra "passado" também pode ser usada para descrever os cargos ocupados por pessoas que já serviram anteriormente em uma organização, grupo ou evento, como em "ex-presidente" ou "campeões anteriores". "Passado" também pode se referir a algo ou alguém que está além de um determinado ponto. Por exemplo, na frase: "Eu moro na Rua Fielding, logo depois da estação de trem", a palavra "depois" é usada para descrever uma localização (a residência do falante) além de um ponto específico (a estação de trem). Alternativamente, na frase: "Ele passou correndo por nós em alta velocidade", o termo descreve a posição de alguém ("ele") que já foi além da posição do falante.
A palavra "passado" também é usada para definir um horário que é um certo número de minutos após uma hora específica, como em: "Saímos da festa às doze e meia." As pessoas também usam "passado" para se referir a estar além de uma certa idade biológica ou fase da vida, como em: "O menino já passou da idade de precisar de uma babá", ou "Já passei da fase de me importar com esse problema." O termo "passado" também é comumente usado para se referir à história, seja de forma geral ou com relação a períodos ou eventos específicos, como em: "Monarcas do passado tinham poder absoluto para determinar as leis, em contraste com muitos reis e rainhas europeus de hoje."
O autor britânico do século XIX Charles Dickens criou uma das personificações fictícias mais conhecidas do passado em seu conto "A Christmas Carol". Na história, o Fantasma do Natal Passado é uma aparição que mostra ao personagem principal, um homem frio e avarento chamado Ebenezer Scrooge, cenas de sua infância e juventude para ensiná-lo que a alegria não vem necessariamente da riqueza.

## Campos de estudo
O passado é objeto de estudo em diversas áreas, como o tempo, a vida, a história, a nostalgia, a arqueologia, a arqueoastronomia, a cronologia, a astronomia, a física, a geologia, a geologia histórica, a linguística histórica, a ontologia, a paleontologia, a paleobotânica, a paleoetnobotânica, a paleogeografia, a paleoclimatologia, a etimologia e a cosmologia física.